# Brigadegeneral

Brigadegeneral est, dans l'ordre hiérarchique ascendant, le premier grade d'officier général de l'armée allemande.

Épaulette de Brigadegeneral de la HEER

Épaulette deBrigadegeneral de la Luftwaffe

## Historique
Le grade de Brigadegeneral est utilisé en Allemagne de l'Ouest depuis 1955, date de la création de la Bundeswehr. Il correspond au grade de général de brigade actuellement utilisé dans l'Armée française et dans d'autres armées du monde. Il remplace le grade de Generalmajor, utilisé antérieurement dans l'armée allemande pour ce même niveau (premier grade d’officier général, dans l'ordre ascendant), jusqu'en 1945.
Une brigade est commandée par un colonel ou un général de brigade. La brigade est composée de plusieurs régiments, plusieurs unités plus ou moins restreintes en fonction de leur spécialisation. En Allemagne, la brigade compte de 1 400 à 4 200 soldats. C'est la plus petite formation engagée sur un théâtre d’opérations.
Dans la Bundeswehr, on trouve successivement les grades de :
- Brigadegeneral (une étoile) ;
- Generalmajor (deux étoiles) ;
- Generalleutnant (trois étoiles) ;
- General (quatre étoiles).